# Rade b. Hohenwestedt
Rade bei Hohenwestedt er en kommune og en by i det nordlige Tyskland, beliggende i Amt Mittelholstein i den sydlige del af Kreis Rendsborg-Egernførde. Kreis Rendsborg-Egernførde ligger i den centrale del af delstaten Slesvig-Holsten.

## Geografi
Rade ligger omkring 19 kilometer vest for Neumünster og 32 kilometer syd for Rendsborg i Naturpark Aukrug, mellem Nindorfer Höhenzug og Buckener Au. Udover sandede skov- og markområder består komunens område hovedsageligt af fugtige og moseagtige enge.
Et stykke mod vest løber Bundesstraße 77 fra Rendsborg mod Itzehoe og syd for kommunen løber Bundesstraße 430 fra Neumünster mod Schenefeld samt jernbanen Neumünster–Heide.